# Dysdera gomerensis
Dysdera gomerensis este o specie de păianjeni din genul Dysdera, familia Dysderidae, descrisă de Strand, 1911.
Este endemică în Insulele Canare. Conform Catalogue of Life specia Dysdera gomerensis nu are subspecii cunoscute.